# Delias gilliardi
Delias gilliardi é uma borboleta da família Pieridae. Foi descrita por Leonard J. Sanford e Neville Henry Bennett em 1955. É encontrada na província de Chimbu, na Papua-Nova Guiné.
A envergadura é de cerca de 65-70 milímetros. Os adultos são semelhantes a Delias carstensziana, mas podem ser distinguidos pela coloração de amarelo pálido na parte superior de ambas as asas.